# Barbiano

Localización de Barbiano en la provincia de Bolzano.

Barbiano (en alemán Barbian) es un municipio de 1.524 habitantes perteneciente a la Provincia Autónoma de Bolzano, y dentro de esta, al comprensorio Valle Isarco (Eisacktal).
El blasón de Barbiano consta de tres iglesias alineadas sobre un fondo de tres rayas: negra, blanca y verde.
En Barbiano hay una orquesta, un cuerpo de bomberos y un club deportivo.

## Distribución de idiomas
Según el censo de 2011, la mayoría de los residentes (97.5 %) hablan alemán como lengua materna, el 1,9 % habla italiano de forma nativa y el 0,6 % el ladino.

## Demografía
| Gráfica de evolución demográfica de Barbiano entre 1921 y 2001               |
|                                                                              |
| Fuente: Istituto Nazionale di Statistica - Elaboración gráfica por Wikipedia |